# أنطونيو دومينغيز
أنطونيو دومينغيز (بالإسبانية: Antonio Domínguez Sacramento)‏ هو لاعب كرة قدم إسباني في مركز نصف الجناح، ولد في 4 أبريل 1993 في بونتا أومبريا في إسبانيا. لعب مع ريكرياتيفو.

## وصلات خارجية
- أنطونيو دومينغيز على موقع قاعدة بيانات كرة القدم.إي يو (الإنجليزية)
- أنطونيو دومينغيز على موقع Soccerway.com (الإنجليزية)